# 爱情游戏
《LoveGame》（英語：LoveGame）是首美國流行音樂歌手Lady Gaga的流行電音歌曲。

## 外部連結
- Lady Gaga的官方網站 （页面存档备份，存于）